# Campeonato Mundial de Boxe Amador de 2007
O Campeonato Mundial de Boxe Amador de 2007 foi realizado na cidade de Chicago, nos Estados Unidos, entre 23 de outubro e 3 de novembro.

## Quadro de medalhas
País sede destacado.
| Ordem | País            |    |    |    |    |
| 1     | Rússia          | 3  | 3  | 2  | 8  |
| 2     | Itália          | 2  | 1  | 1  | 4  |
| 3     | Estados Unidos  | 2  |    |    | 2  |
| 4     | China           | 1  |    | 4  | 5  |
| 5     | ENG Inglaterra  | 1  |    | 2  | 3  |
| 5     | Cazaquistão     | 1  |    | 2  | 3  |
| 7     | Uzbequistão     | 1  |    |    | 1  |
| 8     | WAL Inglaterra  | 1  |    |    | 1  |
| 9     | Ucrânia         |    | 2  | 1  | 3  |
| 10    | Filipinas       |    | 1  |    | 1  |
| 10    | Mongólia        |    | 1  |    | 1  |
| 10    | Venezuela       |    | 1  |    | 1  |
| 13    | Turquia         |    |    | 2  | 2  |
| 13    | França          |    |    | 2  | 2  |
| 15    | Azerbaijão      |    |    | 1  | 1  |
| 15    | Porto Rico      |    |    | 1  | 1  |
| 15    | Coreia do Norte |    |    | 1  | 1  |
| 15    | Japão           |    |    | 1  | 1  |
| 15    | Lituânia        |    |    | 1  | 1  |
| TOTAL | TOTAL           | 11 | 11 | 22 | 44 |

## Medalhistas
| Evento                             | Ouro | Prata | Bronze |
| Peso mosca-ligeiro (até 48kg)      | [[Ficheiro:{{country_flag_IOC_alias_Zou Shiming\|}}\|22x20px\|border\|{{country_IOC_alias_Zou Shiming}}]]Zou Shiming CHN                      | [[Ficheiro:{{country_flag_IOC_alias_Harry Tañamor\|}}\|22x20px\|border\|{{country_IOC_alias_Harry Tañamor}}]]Harry Tañamor PHI                         | [[Ficheiro:{{country_flag_IOC_alias_Amnat Ruanroeng\|}}\|22x20px\|border\|{{country_IOC_alias_Amnat Ruanroeng}}]]Amnat Ruanroeng THA [[Ficheiro:{{country_flag_IOC_alias_Nordine Oubaali\|}}\|22x20px\|border\|{{country_IOC_alias_Nordine Oubaali}}]]Nordine Oubaali FRA                            |
| Peso mosca (até 51kg)              | [[Ficheiro:{{country_flag_IOC_alias_Raushee Warren\|}}\|22x20px\|border\|{{country_IOC_alias_Raushee Warren}}]]Raushee Warren USA             | [[Ficheiro:{{country_flag_IOC_alias_Somjit Jongjohor\|}}\|22x20px\|border\|{{country_IOC_alias_Somjit Jongjohor}}]]Somjit Jongjohor THA                | [[Ficheiro:{{country_flag_IOC_alias_Vincenzo Picardi\|}}\|22x20px\|border\|{{country_IOC_alias_Vincenzo Picardi}}]]Vincenzo Picardi ITA [[Ficheiro:{{country_flag_IOC_alias_Samir Mammadov\|}}\|22x20px\|border\|{{country_IOC_alias_Samir Mammadov}}]]Samir Mammadov AZE                            |
| Peso galo (até 54kg)               | [[Ficheiro:{{country_flag_IOC_alias_Sergey Vodopyanov\|}}\|22x20px\|border\|{{country_IOC_alias_Sergey Vodopyanov}}]]Sergey Vodopyanov RUS    | [[Ficheiro:{{country_flag_IOC_alias_Enkhbatyn Badar-Uugan\|}}\|22x20px\|border\|{{country_IOC_alias_Enkhbatyn Badar-Uugan}}]]Enkhbatyn Badar-Uugan MGL | [[Ficheiro:{{country_flag_IOC_alias_McJoe Arroyo\|}}\|22x20px\|border\|{{country_IOC_alias_McJoe Arroyo}}]]McJoe Arroyo PUR ENG Joseph Murray |
| Peso pena (até 57kg)               | WAL Kris Jones | [[Ficheiro:{{country_flag_IOC_alias_Vasyl Lomachenko\|}}\|22x20px\|border\|{{country_IOC_alias_Vasyl Lomachenko}}]]Vasyl Lomachenko UKR                | [[Ficheiro:{{country_flag_IOC_alias_Yakup Kilic\|}}\|22x20px\|border\|{{country_IOC_alias_Yakup Kilic}}]]Yakup Kilic TUR [[Ficheiro:{{country_flag_IOC_alias_Li Yang\|}}\|22x20px\|border\|{{country_IOC_alias_Li Yang}}]]Li Yang CHN                                                                |
| Peso leve (até 60kg)               | ENG Frankie Gavin | [[Ficheiro:{{country_flag_IOC_alias_Domenico Valentino\|}}\|22x20px\|border\|{{country_IOC_alias_Domenico Valentino}}]]Domenico Valentino ITA          | [[Ficheiro:{{country_flag_IOC_alias_Alexey Tishchenko\|}}\|22x20px\|border\|{{country_IOC_alias_Alexey Tishchenko}}]]Alexey Tishchenko RUS [[Ficheiro:{{country_flag_IOC_alias_Kim Song Guk\|}}\|22x20px\|border\|{{country_IOC_alias_Kim Song Guk}}]]Kim Song Guk PRK                               |
| Peso meio-médio-ligeiro (até 64kg) | [[Ficheiro:{{country_flag_IOC_alias_Serik Sapiyev\|}}\|22x20px\|border\|{{country_IOC_alias_Serik Sapiyev}}]]Serik Sapiyev KAZ                | [[Ficheiro:{{country_flag_IOC_alias_Gennady Kovalev\|}}\|22x20px\|border\|{{country_IOC_alias_Gennady Kovalev}}]]Gennady Kovalev RUS                   | [[Ficheiro:{{country_flag_IOC_alias_Masatsugu Kawachi\|}}\|22x20px\|border\|{{country_IOC_alias_Masatsugu Kawachi}}]]Masatsugu Kawachi JPN ENG Bradley Saunders |
| Peso meio-médio (até 69kg)         | [[Ficheiro:{{country_flag_IOC_alias_Demetrius Andrade\|}}\|22x20px\|border\|{{country_IOC_alias_Demetrius Andrade}}]]Demetrius Andrade USA    | [[Ficheiro:{{country_flag_IOC_alias_Non Boonjumnong\|}}\|22x20px\|border\|{{country_IOC_alias_Non Boonjumnong}}]]Non Boonjumnong THA                   | [[Ficheiro:{{country_flag_IOC_alias_Adem Kilicci\|}}\|22x20px\|border\|{{country_IOC_alias_Adem Kilicci}}]]Adem Kilicci TUR [[Ficheiro:{{country_flag_IOC_alias_Hanati Silamu\|}}\|22x20px\|border\|{{country_IOC_alias_Hanati Silamu}}]]Hanati Silamu CHN                                           |
| Peso médio (até 75kg)              | [[Ficheiro:{{country_flag_IOC_alias_Matvey Korobov\|}}\|22x20px\|border\|{{country_IOC_alias_Matvey Korobov}}]]Matvey Korobov RUS             | [[Ficheiro:{{country_flag_IOC_alias_Alfonso Blanco\|}}\|22x20px\|border\|{{country_IOC_alias_Alfonso Blanco}}]]Alfonso Blanco VEN                      | [[Ficheiro:{{country_flag_IOC_alias_Bakhtiyar Artayev\|}}\|22x20px\|border\|{{country_IOC_alias_Bakhtiyar Artayev}}]]Bakhtiyar Artayev KAZ [[Ficheiro:{{country_flag_IOC_alias_Sergiy Derevyanchenko\|}}\|22x20px\|border\|{{country_IOC_alias_Sergiy Derevyanchenko}}]]Sergiy Derevyanchenko UKR    |
| Peso meio-pesado (até 81kg)        | [[Ficheiro:{{country_flag_IOC_alias_Abbos Atoev\|}}\|22x20px\|border\|{{country_IOC_alias_Abbos Atoev}}]]Abbos Atoev UZB                      | [[Ficheiro:{{country_flag_IOC_alias_Artur Beterbiev\|}}\|22x20px\|border\|{{country_IOC_alias_Artur Beterbiev}}]]Artur Beterbiev RUS                   | [[Ficheiro:{{country_flag_IOC_alias_Daugirdas Semiotas\|}}\|22x20px\|border\|{{country_IOC_alias_Daugirdas Semiotas}}]]Daugirdas Semiotas LTU [[Ficheiro:{{country_flag_IOC_alias_Yerkebuian Shynaliyev\|}}\|22x20px\|border\|{{country_IOC_alias_Yerkebuian Shynaliyev}}]]Yerkebuian Shynaliyev KAZ |
| Peso pesado (até 91kg)             | [[Ficheiro:{{country_flag_IOC_alias_Clemente Russo\|}}\|22x20px\|border\|{{country_IOC_alias_Clemente Russo}}]]Clemente Russo ITA             | [[Ficheiro:{{country_flag_IOC_alias_Rakhim Chakhkeiv\|}}\|22x20px\|border\|{{country_IOC_alias_Rakhim Chakhkeiv}}]]Rakhim Chakhkeiv RUS                | [[Ficheiro:{{country_flag_IOC_alias_John M'Bumba\|}}\|22x20px\|border\|{{country_IOC_alias_John M'Bumba}}]]John M'Bumba FRA [[Ficheiro:{{country_flag_IOC_alias_Nijiati Yushan\|}}\|22x20px\|border\|{{country_IOC_alias_Nijiati Yushan}}]]Nijiati Yushan CHN                                        |
| Peso superpesado (mais de 91kg)    | [[Ficheiro:{{country_flag_IOC_alias_Roberto Cammarelle\|}}\|22x20px\|border\|{{country_IOC_alias_Roberto Cammarelle}}]]Roberto Cammarelle ITA | [[Ficheiro:{{country_flag_IOC_alias_Vyacheslav Glazkov\|}}\|22x20px\|border\|{{country_IOC_alias_Vyacheslav Glazkov}}]]Vyacheslav Glazkov UKR          | [[Ficheiro:{{country_flag_IOC_alias_Zhang Zhilei\|}}\|22x20px\|border\|{{country_IOC_alias_Zhang Zhilei}}]]Zhang Zhilei CHN [[Ficheiro:{{country_flag_IOC_alias_Islam Timurziev\|}}\|22x20px\|border\|{{country_IOC_alias_Islam Timurziev}}]]Islam Timurziev RUS                                     |